# Simplicaris lethaea
Simplicaris lethaea is een eenoogkreeftjessoort uit de familie van de Parastenocarididae. De wetenschappelijke naam van de soort is voor het eerst geldig gepubliceerd in 2004 door Galassi & De Laurentiis.